# Filozofie chineză
În filozofia chineză s-au dezvoltat patru mari curente filosofice: taoismul, confucianismul, budismul și maoismul.

## Taoism

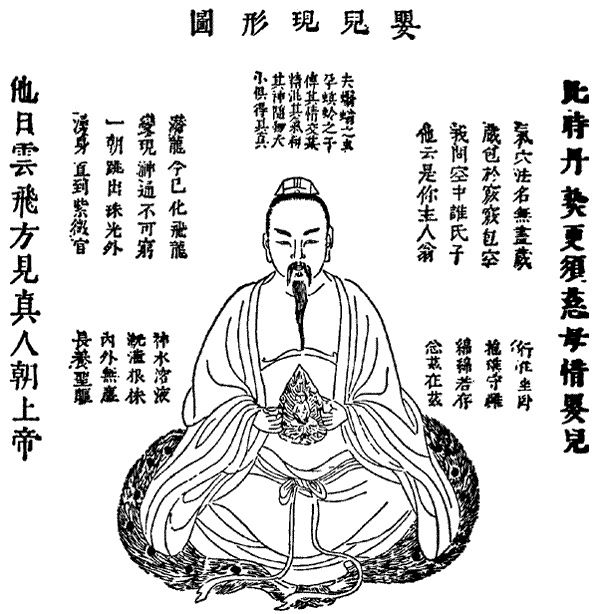
Imagine taoism

Cartea clasică a taoismului Tao Te Ching (În.e. V.-III.), a fost scrisă de către Lao Zi. Despre Lao Zi nu se știe sigur dacă a trăit cu adevărat sau este dar un personaj imaginar, deoarece cuvântul Lao Zi în chineză înseamnă maestru bătrân.
Cea mai importantă învățătură a cărții, este drumul cunoașterii: tao. Cartea nu conține o învățătură religioasă, ci vorbește despre lucrurile care înconjoară omul. În interiorul omului numai atunci ajunge la putere tao-ul, dacă omul se supune legilor naturii.
„Drumul corect” este cunoașterea, descoperirea legilor naturii. Tao nu are nume, pentru că nu este un lucru care există concret în lume. Tao este drumul individual al omului, al naturii.

## Confucianism

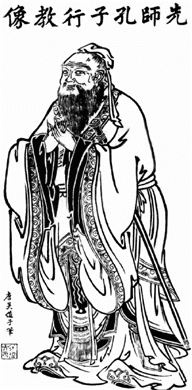
Confucius

Învățătura confucianistă se bazează pe învățăturile lui Confucius (551-479 î.Hr.).
Confucius, spun istoricii moderni, nu a lăsat nimic scris, vorbele sale fiind imortalizate mai târziu de către discipoli săi, în formă de dialog după moartea maestrului. Cel mai cunoscut dialog este Lun yu, care conține disputele dintre discipoli, în 20 de capitole. Filosofia lui Confucius este etică, nu vorbește niciodată despre probleme metafizice. Gândurile sale sunt despre viață și despre oameni. Principiul țel este alcătuirea unui stat perfect.
Confucianismul are ca țel alcătuirea omului ideal (junzi). Numai "omul ideal" poate să conducă statul, numai el este capabil. 
Confucianismul ține seamă de 13 cărți sfinte , din care 9 cărți sunt obligatorii pentru oameni care știau să citească: Wu jing și cele patru cărți (Si shu).care sunt: Lun yu (discuții și proverbe), Mengzi, Da xue (Marea învățătură) și Zhong yong. 

## Budism
Budismul a fost înființat în India de către Gautama Siddhartha.
În China budismul a părut pe la 50 e.n. În următoarele sută de ani mulți călugări din India și Asia-centrală s-au stabilit în China. În această perioadă a Dinastiei Han, în China economia și nivelul de viață a oamenilor era pe cale de prăbușire, așa că o religie nouă a adus oamenilor o speranță nouă. Datorită acestor cauze budismul s-a răspândit repede în China.

## Maoism
Maoismul reprezintă o formă a comunismului care a preluat numele după liderul Partidului Comunist din China, Mao Zedong. Diferența principală față de comunismul din alte țări ale așa-zisului bloc comunist, unde principala categorie socială era muncitorimea, la maoism accentul este pus pe țărănime, care e considerată principala componentă a „masei revoluționare”.
Revoluția culturală a fost un plan de îndoctrinare a populației chineze. Se dorea ca ideologia comunistă să domine toate planurile vieții din China. Mao dorea o revoluție a clasei de jos, sprijinindu-se în special pe țărănime.